# Liste der Kulturdenkmale in Hütten (Schleswig)
In der Liste der Kulturdenkmale in Hütten sind alle Kulturdenkmale der schleswig-holsteinischen Gemeinde Hütten (Kreis Rendsburg-Eckernförde) aufgelistet (Stand: 10. März 2025).

## Legende
In den Spalten befinden sich folgende Informationen:
- Objekt-ID: die Nummer des Kulturdenkmales
- Lage: die Adresse des Kulturdenkmales und die geographischen Koordinaten. Kartenansicht, um Koordinaten zu setzen. In der Kartenansicht sind Kulturdenkmale ohne Koordinaten mit einem roten Marker dargestellt und können in der Karte gesetzt werden. Kulturdenkmale ohne Bild sind mit einem blauen Marker gekennzeichnet, Kulturdenkmale mit Bild mit einem grünen Marker.
- Offizielle Bezeichnung: Bezeichnung des Kulturdenkmales
- Beschreibung: die Beschreibung des Kulturdenkmales
- Bild: ein Bild des Kulturdenkmales

## Sachgesamtheiten
| Objekt-ID      | Lage                                    | Offizielle Bezeichnung | Beschreibung | Bild                             |
| -------------- | --------------------------------------- | ---------------------- | --- | -------------------------------- |
| 40886 Wikidata | Oberhütten (54° 26′ 17″ N, 9° 43′ 2″ O) | Kirche Hütten          | Aktualisierung vorgesehen - Begründung: geschichtlich, künstlerisch, städtebaulich, Kulturlandschaft prägend - Schutzumfang: Kirche mit Ausstattung, Kirchhof, Grabmale bis 1870, Lindenkranz, Feldsteinwall, Kirchhofspforten | weitere Fotos \| Fotos hochladen |

## Bauliche Anlagen
| Objekt-ID     | Lage                                    | Offizielle Bezeichnung | Beschreibung | Bild                             |
| ------------- | --------------------------------------- | ---------------------- | --- | -------------------------------- |
| 4079 Wikidata | Oberhütten (54° 26′ 17″ N, 9° 43′ 1″ O) | Kirche mit Ausstattung | Alteintragung (Aktualisierung vorgesehen) - Begründung: geschichtlich, künstlerisch, städtebaulich - Schutzumfang: gesamtes Objekt - Denkmaltyp: Bauliche Anlage, Sachgesamtheit: Kirche Hütten | weitere Fotos \| Fotos hochladen |

## Gründenkmale
| Objekt-ID      | Lage                                    | Offizielle Bezeichnung | Beschreibung | Bild            |
| -------------- | --------------------------------------- | ---------------------- | --- | --------------- |
| 22936 Wikidata | Oberhütten (54° 26′ 16″ N, 9° 43′ 3″ O) | Kirchhof               | Alteintragung (Aktualisierung vorgesehen) - Begründung: geschichtlich, Kulturlandschaft prägend - Schutzumfang: Kirchhof, Grabmale bis 1870, Lindenkranz, Feldsteinwall, Kirchhofspforten - Denkmaltyp: Gründenkmal, Sachgesamtheit: Kirche Hütten | Fotos hochladen |

## Quelle
- Liste der Kulturdenkmale in Schleswig-Holstein – Kreis Rendsburg-Eckernförde

- Karte mit allen Koordinaten:
- OSM |
- WikiMap